# Pyreferra ceromatica
Pyreferra ceromatica là một loài bướm đêm trong họ Noctuidae.